# Бентон (округ, Миннесота)
Бе́нтон (англ. Benton County) — округ в штате Миннесота, США. Административный центр — Фоли. По данным переписи за 2010 год число жителей округа составляло 38 451 человек.

## История
Первые белые поселенцы селились вдоль реки Миссисипи. Самое раннее поселение было основано в 1848 году Дэвидом Гилманом в Ватабе. В 1849 году в Сок-Рапидс открыли почтовый офис. Поселенцы из европейских стран и других штатов селились в округе в девятнадцатом веке. Наибольшее количество поселенцев имели немецкое происхождение, они селились около озёр Дуэлм и Мейхью. Вторая по количеству людей национальность, представленная в графстве, — польская.
Округ был основан в 1849 году. Округ был назван в честь сенатора Томаса Бентона.

## География
Площадь округа — 1070 км², из которых 1057 км² — суша, а 12 км² — вода.

### Транспорт
Через округ проходят:
- US 10 (англ. US Highway 10).
- Дорога 15 штата Миннесота[англ.].
- Дорога 23 штата Миннесота[англ.].
- Дорога 25 штата Миннесота[англ.].
- Дорога 95 штата Миннесота[англ.].

## Население
В 2010 году на территории округа проживало 38 451 человек (из них 50,1 % мужчин и 49,9 % женщин), насчитывалось 15 079 домашних хозяйства и 9694 семьи. Расовый состав: белые — 94,5 %, афроамериканцы — 1,9 %, коренные американцы — 0,4 %, азиаты — 1,1 % и представители двух и более рас — 1,6 %. Согласно переписи 2016 года 47,3 % жителей имели немецкое происхождение, 11,6 % — норвежское, 14,3 % — польское, 8,8 % — ирландское, 4,2 % — английское, 5,3 % — шведское.
Население округа по возрастному диапазону по данным переписи 2010 года распределилось следующим образом: 24,7 % — жители младше 18 лет, 3,9 % — между 18 и 21 годами, 59,5 % — от 21 до 65 лет и 11,9 % — в возрасте 65 лет и старше. Средний возраст населения — 34,1 года. На каждые 100 женщин в Бентоне приходилось 100,5 мужчин, при этом на 100 совершеннолетних женщин приходилось уже 98,9 мужчин сопоставимого возраста.
Из 15 079 домашних хозяйств 64,3 % представляли собой семьи: 50,1 % совместно проживающих супружеских пар (22,0 % с детьми младше 18 лет); 9,3 % — женщины, проживающие без мужей и 4,9 % — мужчины, проживающие без жён. 35,7 % не имели семьи. В среднем домашнее хозяйство ведут 2,48 человека, а средний размер семьи — 3,03 человека. В одиночестве проживали 26,4 % населения, 8,6 % составляли одинокие пожилые люди (старше 65 лет).

## Экономика
Со времени создания округа были развиты сельское и молочное хозяйства, а также лесозаготовка и добыча гранита были активными отраслями промышленности. После истощения запасов древесины и гранита их производство уменьшилось. В последние годы в Сок-Рапидс, Фоли и Райсе были созданы промышленные парки. Большой проект расширения продолжается на бумажной фабрике Сент-Режис в Сартелле.
В 2016 году из 30 610 трудоспособных жителей старше 16 лет имели работу 20 381 человек. При этом мужчины имели медианный доход в 45 984 доллара США в год против 35 595 долларов среднегодового дохода у женщин. В 2014 году медианный доход на семью оценивался в 63 579 $, на домашнее хозяйство — в 51 841 $. Доход на душу населения — 25 984 $. 9,1 % от всего числа семей в Бентоне и 13,5 % от всей численности населения находилось на момент переписи за чертой бедности.